# Nigel Olsson
Nigel Olsson (* 10. února 1949) je anglický bubeník. Začínal jako kytarista. Koncem šedesátých let byl, již jako bubeník, členem kapely Plastic Penny. S tou se také poprvé v životě účastnil nahrávání ve studiu (album Two Sides of a Penny, 1968). V roce 1969 působil v jednorázové kapele Argosy, ve které zpíval Reginald Dwight (později známý jako Elton John). V roce 1970 se stal členem kapely Uriah Heep, s níž však nahrál pouze dvě písně na její první desku ...Very 'Eavy ...Very 'Umble. Se skupinou odehrál přibližně devět koncertů. Následně krátce působil ve skupině The Spencer Davis Group a zanedlouho se stal členem doprovodné kapely Eltona Johna, nyní na sólové dráze (již v roce 1969 hrál v jedné písni na jeho debutovém albu Empty Sky). S ním hrál až do osmdesátých let, později na několik let odešel, ale v roce 2000 se vrátil. V roce 2014 odehrál svůj dvoutisící koncert s Johnem. Rovněž vydal několik sólových alb.